# Esporozoíto
Esporozoíto é uma célula alongada, causadora da malária, surgida no oocisto da fêmea do gênero de mosquito Anopheles. Essas células parasitas vão para as glândulas salivares do "mosquito-prego" (Anopheles), onde podem entrar na via sanguínea do hospedeiro no processo da  hematofagia, ou seja, quando o mosquito fémea o pica.